# Jean-François Raffaëlli

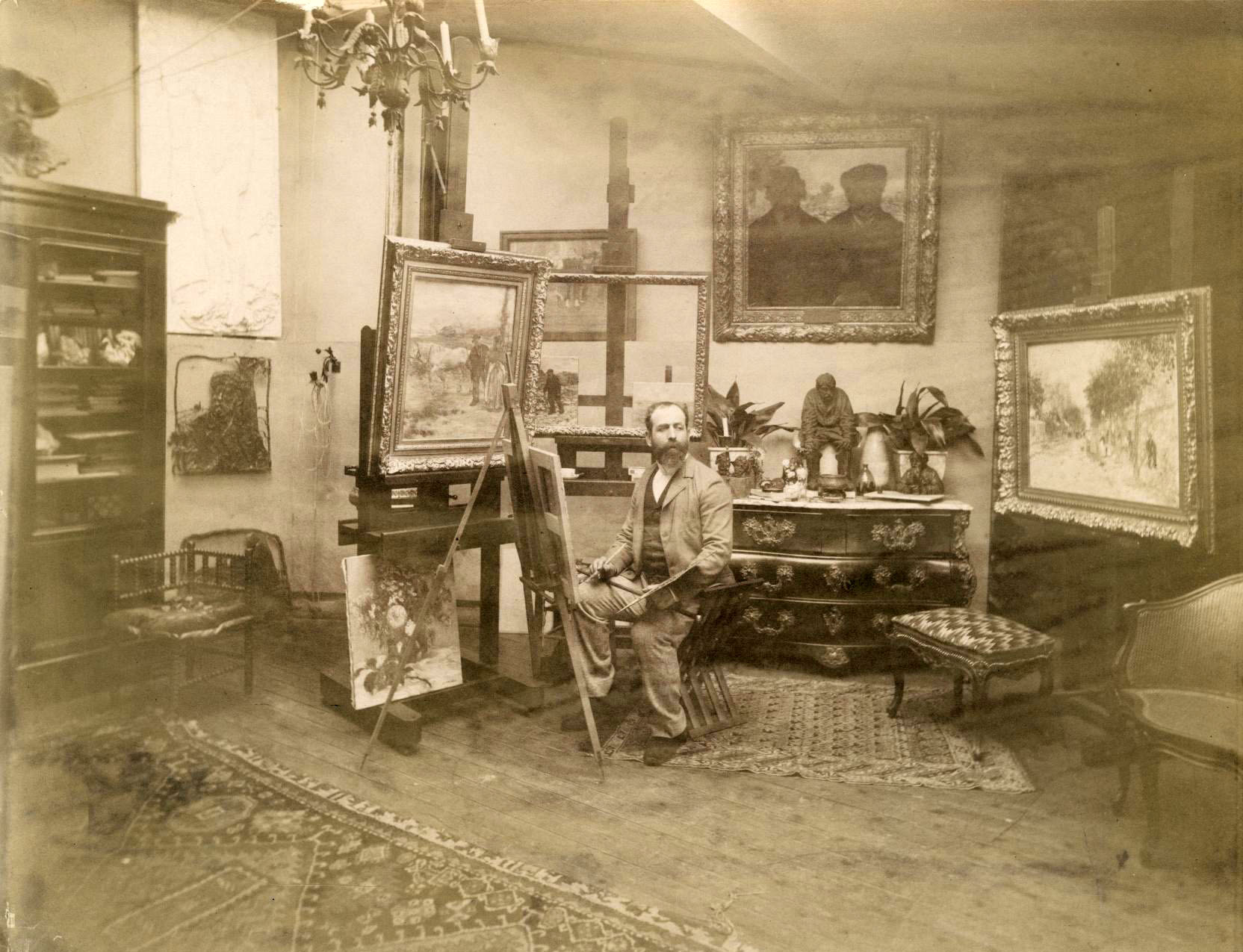
Jean-François Raffaëlli in zijn Parijse atelier.

Jean-François Raffaëlli (Parijs, 20 april 1850 – aldaar, 11 februari 1924) was een Frans realistisch kunstschilder, ook wel geassocieerd met de impressionisten, met wie hij vaak exposeerde.

## Leven en werk
Raffaëlli ambieerde in zijn jeugd een carrière in de muziek en het theater, en richtte zich pas vanaf 1870 op de schilderkunst. Aanvankelijk schilderde hij vooral landschappen en kostuumschilderijen, waarmee hij al snel een keer mocht exposeren in de Parijse salon. In oktober 1871 begon een studie aan de École nationale supérieure des beaux-arts, onder Jean-Léon Gérôme.
Vanaf 1876 schilderde Raffaëlli een hele serie realistische werken van de boeren en katoenplukkers uit de omgeving van Parijs. Daarbij maakte hij intensieve karakterstudies van de werkende mensen in hun vaak armoedige omgeving, een methode die hij ontleende aan de naturalistische romans van Émile Zola en Joris-Karl Huysmans. Zijn werk werd geprezen door critici als Edgar Degas.
Het was ook Degas die Raffaëlli introduceerde in de wereld van de impressionisten en die ervoor zorgde dat hij kon exposeren op belangrijke impressionistische tentoonstellingen. Dit leidde aanvankelijk tot veel discussie, vanwege de afwijkende stijl van zijn werk, op een gegeven moment ook met Degas zelf, van wie hij zich geleidelijk verwijderde. Vanaf 1890 begon echter ook Raffaëlli duidelijk invloeden van de impressionisten in zijn stijl te verwerken en verplaatste hij zijn aandacht van het platteland naar de binnenstad van Parijs en haar bewoners. Dit leidde tot frisse, levendige werken en zijn succes als kunstschilder nam daarmee aanzienlijk toe. Uit de impressionistische kringen had hij zich echter al lang teleurgesteld teruggetrokken, hoewel hij bevriend bleef met Mary Cassatt en Camille Pissarro.
Raffaëlli werkte ook als etser en was bovendien actief als schrijver en acteur. Hij overleed in 1924 in Parijs en werd begraven op het Cimetière du Père-Lachaise.

## Galerij

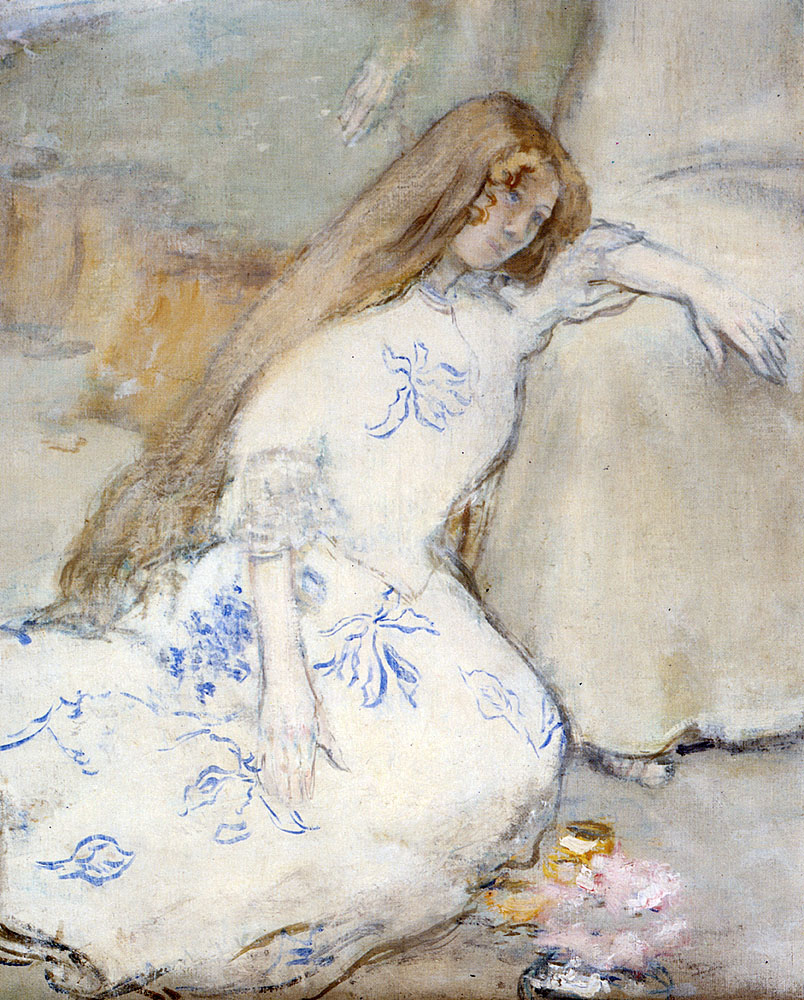
Een jong rustend meisje
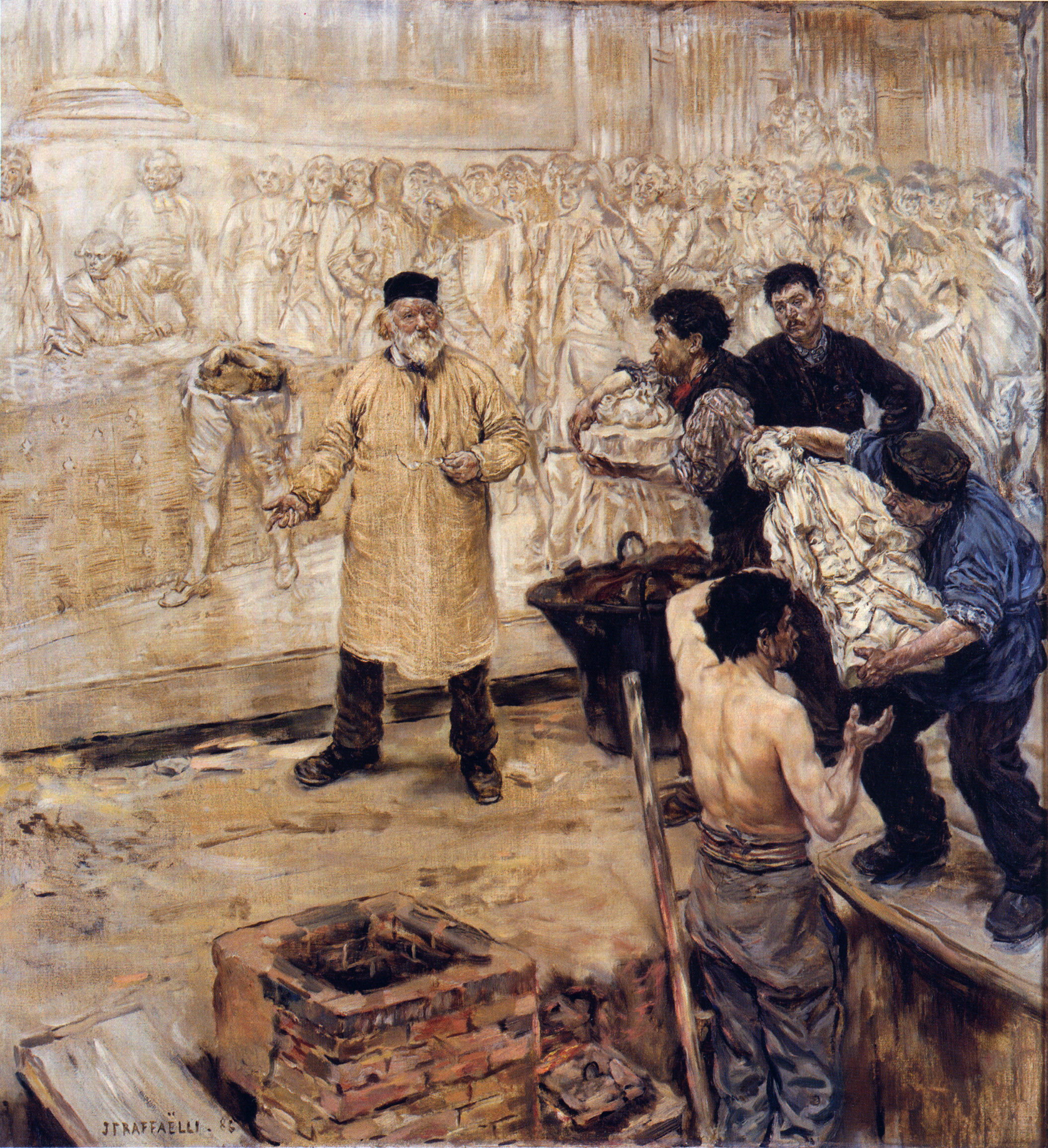
Chez le fondeur
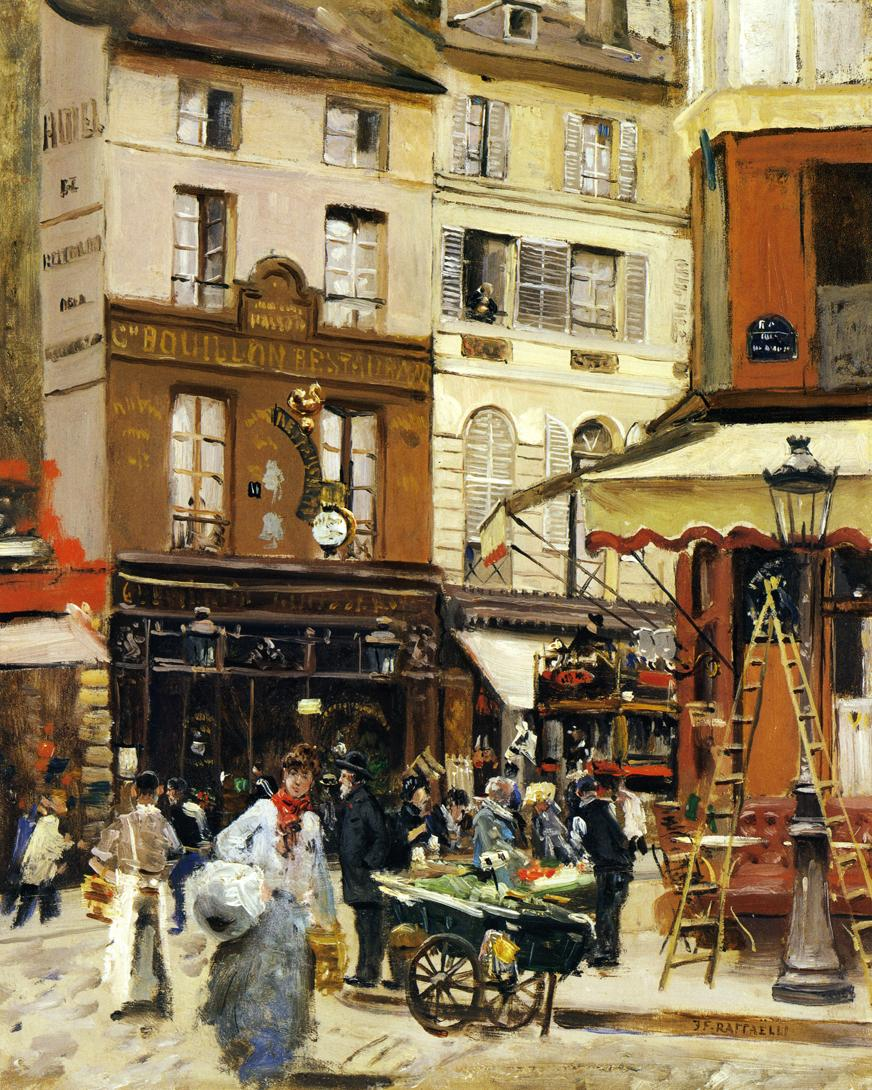
Rue-de-Montmartre
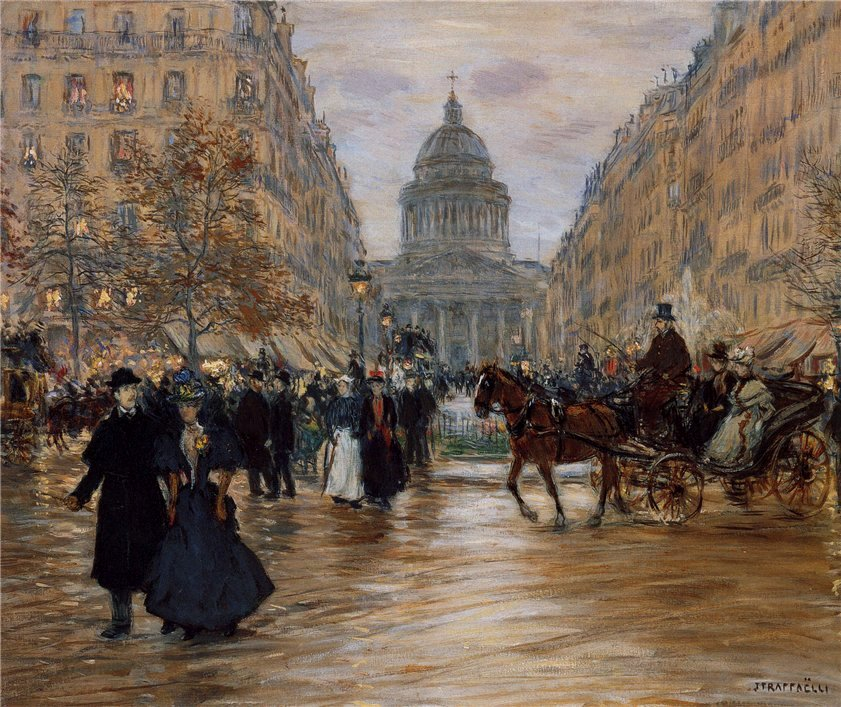
Boulevard Saint-Michel
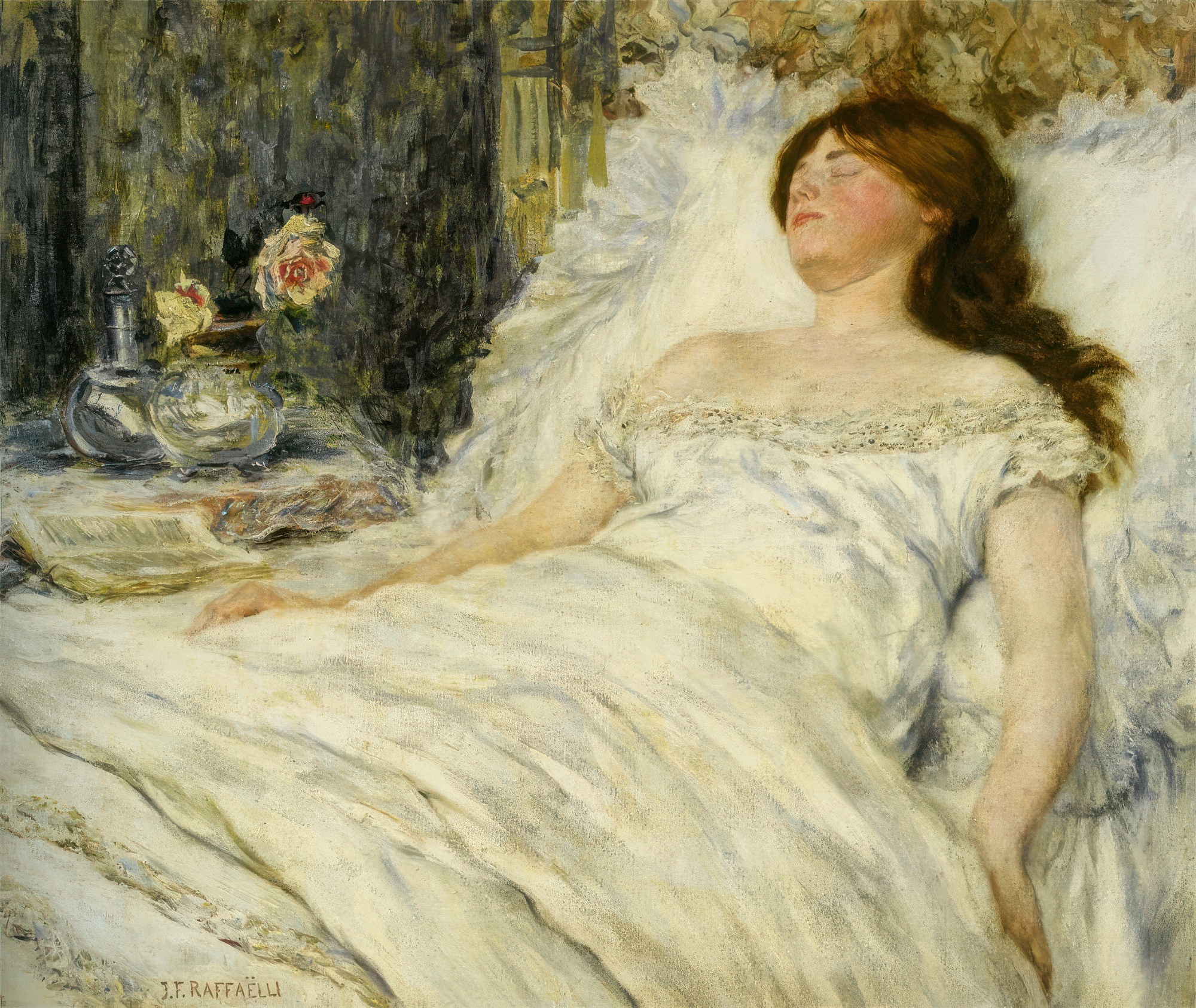
La belle endommie